# 知床村
知床村（日语：／ Shiretoko mura */?）是日本統治下的樺太廳的已不存在的一村。名稱來自於阿伊努語的「sir-etok」（大地的盡頭）。
過去位於庫頁島阿尼瓦岬（日本稱為中知床岬），西側為阿尼瓦湾。
在1945年遭蘇聯佔領後，成為蘇聯領土，日本則於1949年6月1日正式解散知床村。